# Багаття (альманах)
«Багаття» — український літературно-художній альманах, вийшов 1905 в Одесі.
У «Багатті» вміщено твори понад 30 авторів, зокрема Івана Франка, Панаса Мирного, Ольги Кобилянської, Осипа Маковея, Бориса Грінченка та інших.